# Jindřichův Hradec
Pour les articles homonymes, voir Hradec.
Jindřichův Hradec (en allemand : Neuhaus) est une ville de la région de Bohême-du-Sud, en Tchéquie, et le chef-lieu du district de Jindřichův Hradec. Sa population s'élevait à 20 540 habitants en 2025.

## Géographie
Jindřichův Hradec est arrosée par la Nežárka, un affluent de la Lužnice. Un vaste étang de 45 ha, le Vajgar, occupe l'est de la ville ; il sert de réservoir, accueille des activités sportives et de loisirs et permet la reproduction du poisson. Il est alimenté par le ruisseau Hamerský et ses eaux se déversent dans la Nežárka au centre de la ville après avoir traversé le Malý Vajgar ou Petit Vajgar.

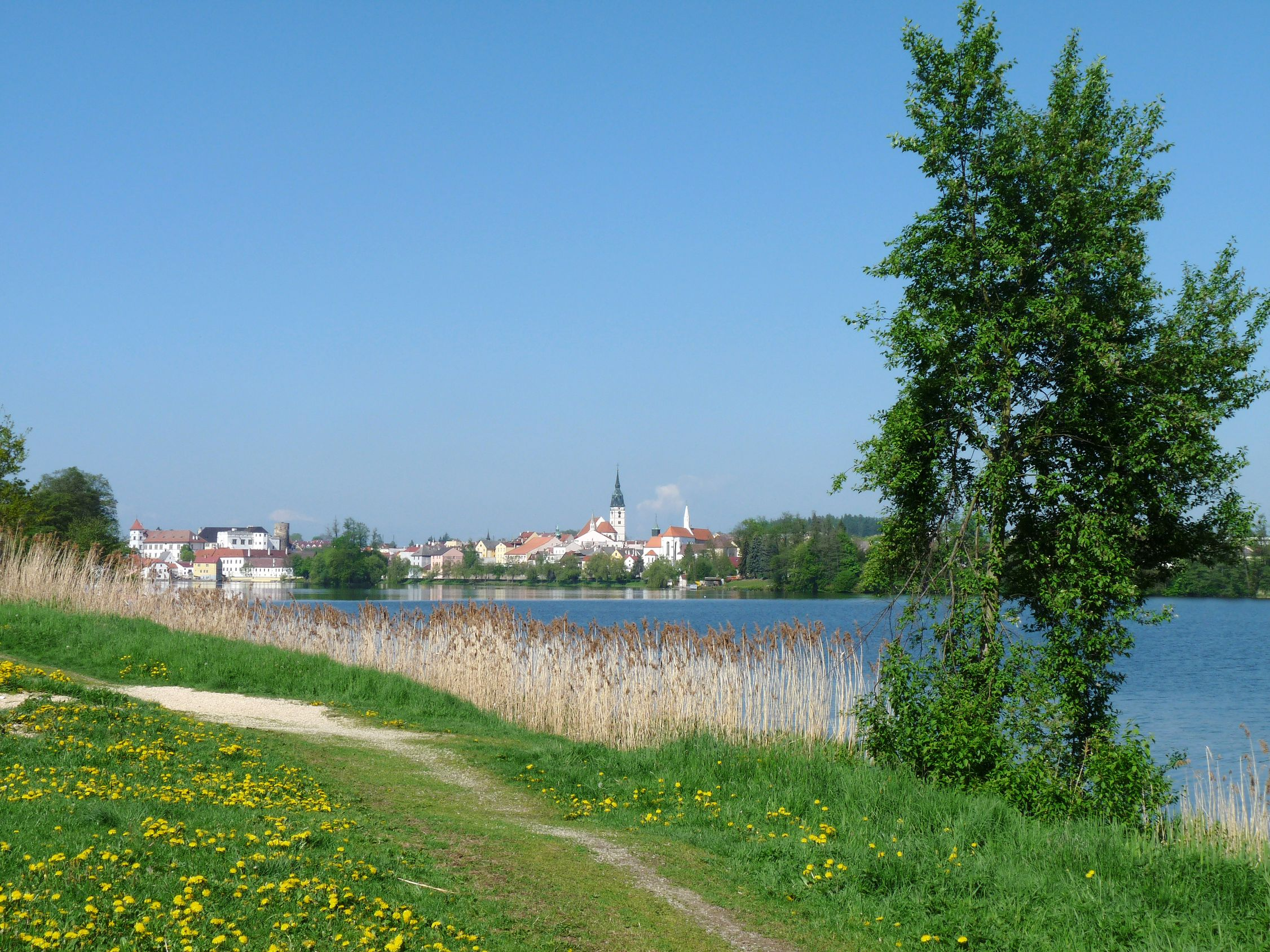
Le Vajgar.
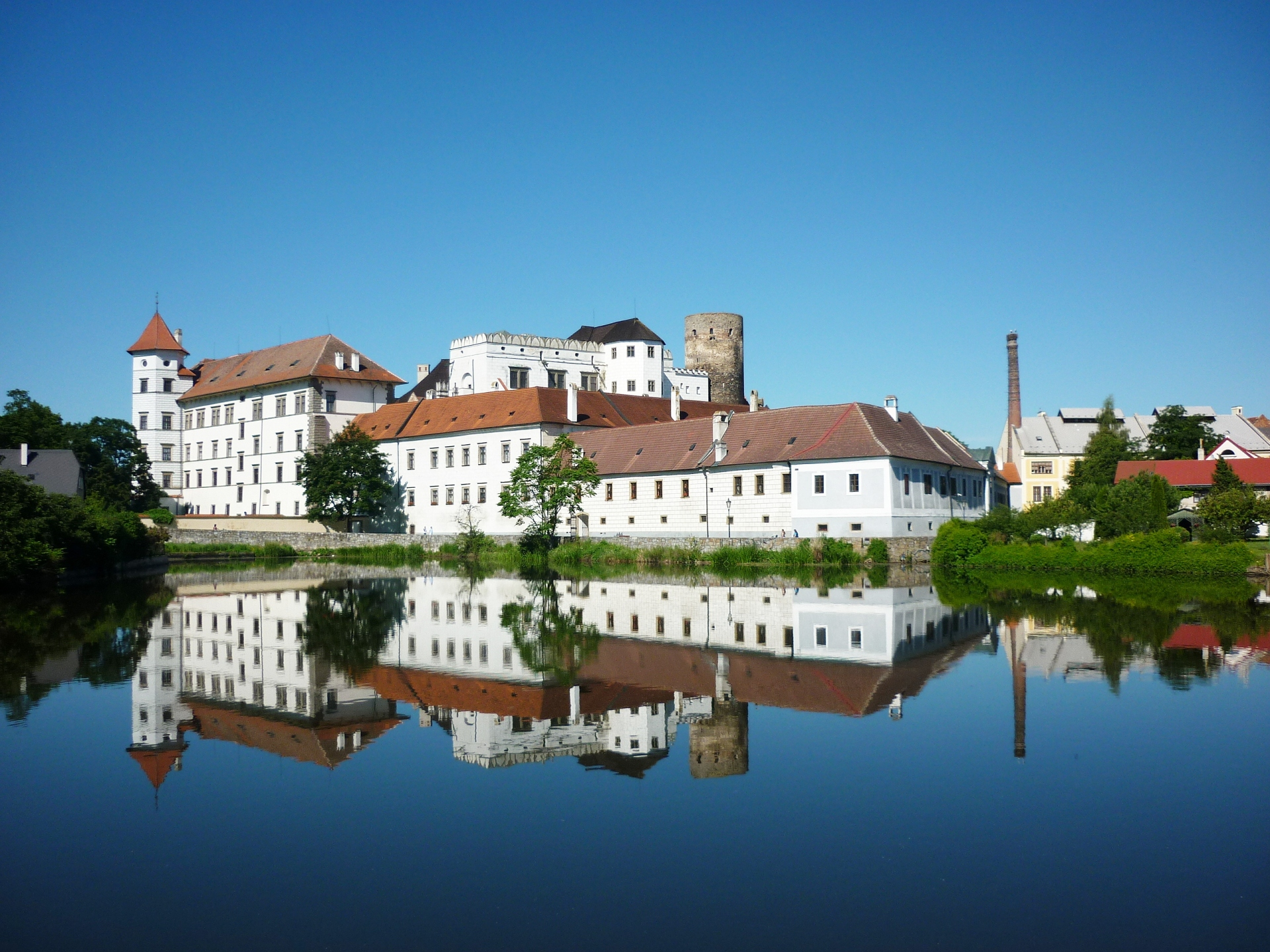
Le Malý Vajgar ou Petit Vajgar.

Jindřichův Hradec est située dans le sud de la Bohême, à 36 km au sud-sud-ouest de Pelhřimov, à 39 km au sud-est de Tábor, à 43 km à l'est-nord-est de České Budějovice et à 112 km au sud-sud-est de Prague.
La commune est limitée par Velký Ratmírov, Lodhéřov et Kostelní Radouň au nord, par Jarošov nad Nežárkou, Rodvínov et Horní Skrýchov à l'est, par Hospříz au sud-est, par Horní Pěna, Dolní Pěna, Dolní Žďár et Vydří au sud, et par Polště, Roseč, Ratiboř et Kardašova Řečice à l'ouest.

## Histoire

### Moyen-Âge
La première mention historique de la ville date de 1220. En 1410, elle apparaît pour la première fois sous son nom actuel, Jindřichův Hradec. À cette époque la ville est déjà un centre administratif pour les terres sud des Přemyslides, située entre la Nežárka et le ruisseau Hamerský. Vítek z Prčice obtient la tenure de la Bohême du sud en 1185. Il la colonise et la partage entre ses fils, fondateurs plus tard des maisons von Landštejn, von Stráž, von Rosenberg et des seigneurs de Hradec. Entre 1220 et 1237 Jindřich, fils de Vítek, confère le patronage de l'église paroissiale aux chevaliers teutoniques sous condition qu'ils y établissent un hôpital. Ils sont confirmés dans leur droit en 1255 par Vitek de Hradec. En 1277, Ottokar II Přemysl conquiert le château.
Durant le règne (1312-1349) d'Oldřich III de Hradec, le centre de la ville prend sa forme actuelle et devient un centre artisanal et commercial de premier plan dans la région. Après sa mort, ses possessions sont partagées entre ses fils. En 1389, la ville reçoit ses premiers privilèges écrits de la part de Jindřich III de Hradec : tous les citoyens disposent de la liberté de décision et de mouvement, de la liberté de commerce et de possession. Les prélèvements douaniers et autres impôts sont également allégés. Heřman et Jan der Jungere fondent en 1399 l'hôpital de la ville et la chapelle de Sainte-Élisabeth. Les guerres hussites affectent durement la ville entre 1415 et 1434. Les franciscains s'établissent dans les faubourgs en 1457. En 1463, les partisans d'Oldřich Vavák, administrateur de la ville et défenseur des hussites, sont écrasés et la ville passe sous le contrôle de Zdeněk von Sternberg, chef de l'opposition au roi utraquiste Georges de Poděbrady. La même année, Jindřich IV, dévot aux idées catholiques s'oppose au roi et prend la tête de la « Ligue catholique ».

### Époque moderne
En 1511, Adam I de Hradec prend possession de la ville. Grand chancelier de Bohême, il est mentionné, en 1523 comme l'une des huit plus grandes fortunes du royaume[réf. nécessaire]. La Renaissance marque l'âge d'or de la ville. Elle est un temps (1531-1546) administrée par le régent Krajíč z Krajku na Landštejně avant de passer à Jáchym (Joaquin) de Hradec, fils d'Adam I alors que son frère Zachariáš (Zacarie) hérite de Telč. Les terres de Hluboká nad Vltavou (1564) et d'autres manoirs de Bohême méridionale sont ajoutées au patrimoine des Hradec. Avec Adam II, qui prend possession de son héritage en 1568, commence une période de séparation d'avec la haute politique et de déclin relatif. Les dettes sont énormes et la situation financière de la maison de Hradec précaire. Sur insistance de sa dévote épouse, Catherine de Montfort, l'école jésuite (1595) et la chapelle de sainte-Marie-Madeleine sont édifiées. Les jésuites se voient confier le patronage de toutes les écoles.
En 1604, la lignée des seigneurs de Hradec s'éteint. De par le mariage de Lucie Otilie de Hradec avec Vilém Slavata von Chlum und Koschumberg en 1602, elle passe aux Slavata. Vilém Slavata est grand chancelier du royaume de 1628 à 1652. La guerre de Trente Ans qui fait suite à la défenestration de Prague affecte durement la ville passée sous contrôle protestant : les armées impériales, menées par Bucquoy et Dampierre assiègent Jindřichův Hradec à trois reprises. La ville ne se rend qu'après la défaite des armées protestantes à la bataille de la Montagne Blanche. Vilém Slavata et les Jésuites reviennent en ville. Vingt-quatre condamnations à mort sont prononcées contre les chefs protestants, puis sont annulées à la suite de la conversion au catholicisme des-dits meneurs. Entre 1622 et 1625, les privilèges de la ville sont considérablement réduits et son auto-administration supprimée. En 1654 Jindřichův Hradec est la seconde ville du royaume de Bohême avec 405 foyers. La lignée des Slavata s'éteint en 1693. Marie Josefa Slavatová, qui avait épousé Heřman Jakub Černín, hérite de la fortune familiale. Comme la noblesse tchèque, ils partagent leur temps entre leurs palais de Prague ou Vienne et construisent le château rococo de Jemrin.
La guerre de Succession d'Autriche met à mal la ville en 1741. Les armées françaises et bavaroises l'occupent tour à tour. Un hôpital militaire est construit dans la ville au cours de la guerre de Sept Ans. Les Černín ne résident plus qu'épisodiquement au château. L'industrie textile y est florissante. En 1757, la ville n'est dépassée que par Liberec en quantités produites. En 1773, le feu se déclare et détruit plusieurs maisons, les faubourgs et une partie du château. L'école des jésuites est fermée à la suite de la dissolution de leur ordre.

### Période contemporaine
Un nouvel incendie provoque la destruction quasi totale de la ville en 1801. Ses murs les portes fortifiées sont par la suite détruits pour faire place à l'extension urbaine. Entre 1871 et 1887, la ville perd son influence économique et politique. Ce n'est qu'en 1887 que le chemin de fer l'atteint. La reconstruction du palais est achevée en 1914 sur les plans de H. Watcher.
De 1938 à 1945, à la suite des Accords de Munich, tout comme Jihlava dont elle dépend alors, la ville est rattachée au Reich et séparée du protectorat de Bohême-Moravie. En 1939, un commissaire du gouvernement allemand est nommé à la tête de la ville. Les écoles tchèques sont établies à distance de la ville. En 1945, le maréchal Rodion Malinovski délivre la ville.

## Blason
Les armes des seigneurs de Hradec (aussi connus sous le nom de Vítkovci ou Witkovci selon l'orthographe alors en vigueur, puisque la dynastie est fondée par Vítek (Guy) de Prčic) sont accordées en 1483 par le roi Vladislav II : la rose d'or sur champ bleu des Vitkovci (et accessoirement des von Rosenberg, Rožmberk en tchèque, branche cadette des Vitkovci) est alors, par privilège royal, entourée de deux lions à queue bifide, symbole du royaume de Bohême et du « W », initiale de la famille. Ces armes sont devenues celles de la ville.

## Population
Recensements (*) ou estimations de la population :
| 1869*  | 1880*  | 1890*  | 1900*  | 1910*  | 1921*  |
| ------ | ------ | ------ | ------ | ------ | ------ |
| 12 294 | 12 314 | 12 032 | 12 836 | 13 602 | 12 788 |

| 1930*  | 1950*  | 1961*  | 1970*  | 1980*  | 1991*  |
| ------ | ------ | ------ | ------ | ------ | ------ |
| 13 591 | 12 080 | 12 621 | 14 675 | 19 923 | 21 822 |

| 2001*  | 2011*  | 2016   | 2017   | 2018   | 2019   |
| ------ | ------ | ------ | ------ | ------ | ------ |
| 22 695 | 21 547 | 21 551 | 21 568 | 21 460 | 21 445 |

| 2020   | 2021*  | 2022   | 2023   | 2024   | 2025   |
| ------ | ------ | ------ | ------ | ------ | ------ |
| 21 419 | 20 437 | 20 774 | 20 828 | 20 747 | 20 540 |

## Patrimoine

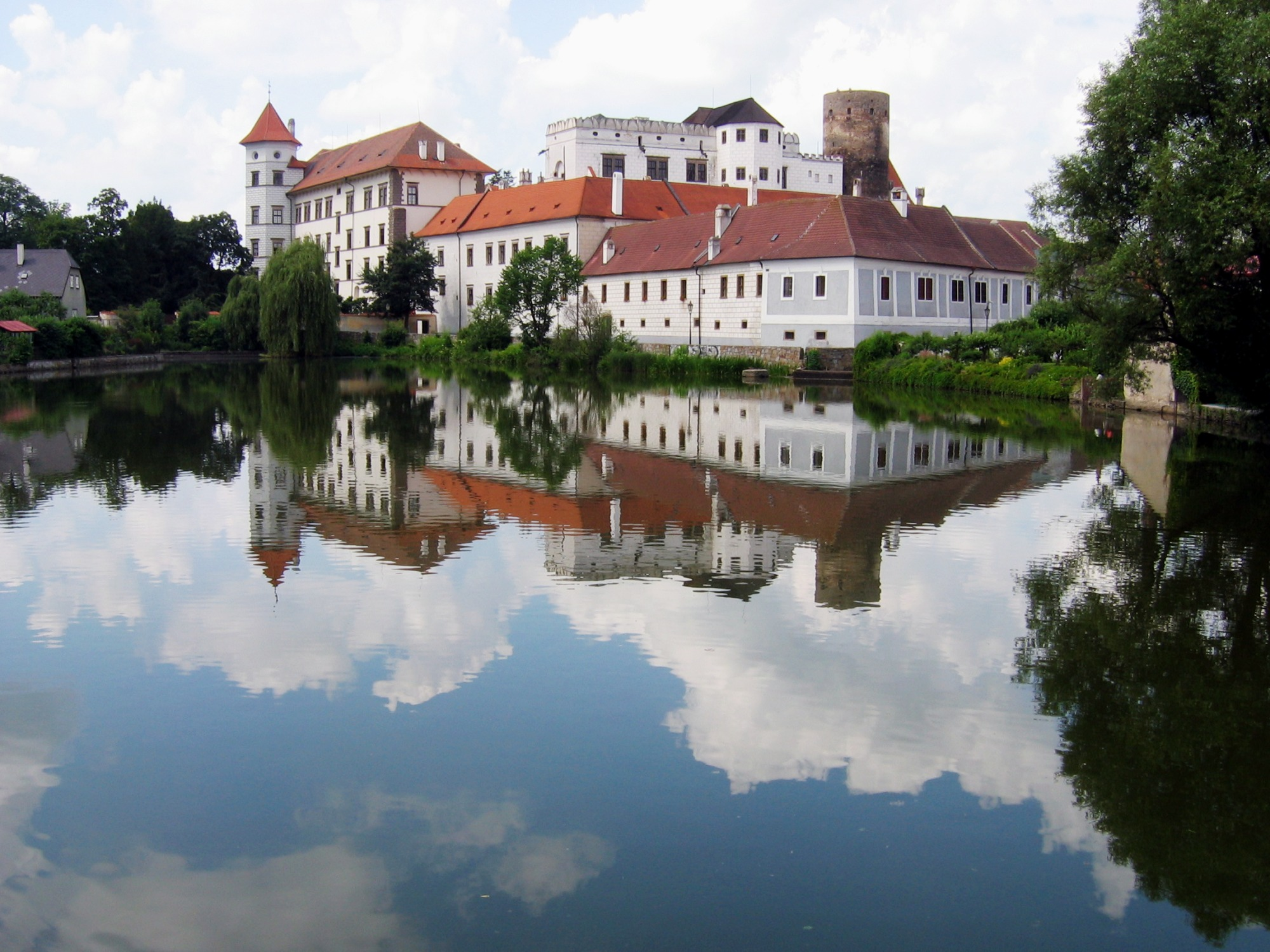
Château des Vitkovci.

- Le Château des Vitkovci est le troisième plus important en Bohême après celui de Prague et celui de Český Krumlov. Il couvre trois hectares, comprend 320 pièces d'habitation, 10 000 œuvres d'art ou de mobilier et autant de livres.
- Le musée de Jindřichův Hradec est situé dans les bâtiments Renaissance de ce qui a été le collège jésuite. Fondé en 1882, c'est l'un des plus anciens musées régionaux de Bohême. Il renferme la Kryza, une crèche de Noël mécanique, la plus grande en son genre selon le Livre Guinness des records.
- Église de l'Ascension
- Chapelle de sainte Marie Madeleine
- Église Saint-Jean-Baptiste et monastère attenant autrefois occupé par l'Ordre des frères mineurs et plus tard transformé en hôpital des invalides.
- Église de la Trinité
- Église Sainte-Catherine
- Église Saint-Jacques
- Église Saint-Venceslas

Certaines maisons de la place principale (Friendensplatz) sont un exemple d'architecture gothique, en particulier l'hôtel de ville.

## Transports
Par la route, Jindřichův Hradec se trouve à 45 km de Tábor, à 53 km de České Budějovice et à 139 km de Prague.

## Personnalités
- Leoš Friedl (né en 1977), joueur de tennis
- Vladimír Špidla (né en 1951) a commencé sa carrière politique à Jindřichův Hradec
- Karel Berman (1919-1995), compositeur et chanteur d’opéra
- Jan Marek (1979-2011), joueur professionnel de hockey sur glace